# Combretum teuschii
Combretum teuschii là một loài thực vật có hoa trong họ Trâm bầu. Loài này được O.Hoffm. mô tả khoa học đầu tiên năm 1881.